# Кукашка (река)
Кукашка, Куккашка (баш. Күкҡашҡа, баш. Күкҡашҡа йылға) — река в Белорецком районе Башкортостана, правый приток Тары. Начинается на восточном склоне горы Яшгурт, течёт в южном направлении, в нижнем течении поворачивает на запад. Впадает в Тару около одноимённого посёлка. Почти на всём протяжении течёт через сосново-берёзовый лес.
По типу происхождения название является зоонимом.
По гидрониму назван посёлок Кукашка
Между реками Майгашля, Кукашка и Тара были обнаружены три железорудных месторождения. Для их выработки построены рудничные поселки Тара и Кукашка.
Александр Константинович Матвеев, советский и российский лингвист, сравнивал название реки с оронимом Кукашка. Он писал:
Башкирское словосочетание кук кашка переводится «сивое пятно». Название могло быть дано за характерное изменение цвета какой-либо части горы, причем сравнение извлечено из арсенала коневодческой терминологии. Однако в «Словаре топонимов Башкирской АССР» упоминается река Куккашка, название которой восходит к зоониму. Это позволяет предполагать перенос наименования на горную вершину со смежного объекта.